# Christian Ludwig Gerling
Cet article possède un paronyme, voir Geerlings.
Christian Ludwig Gerling (10 juillet 1788 – 15 janvier 1864) est un mathématicien, astronome et physicien allemand. Étudiant de Carl Friedrich Gauss, il est surtout notable pour ses travaux dans les domaines de la géodésie et de l'astronomie.